# Mainstream Outlawz
Mainstream Outlawz è il quarto album del gruppo hip hop statunitense X Clan, pubblicato nel 2009.

## Tracce
Testi di Jason "Brother J" Hunter, Russell Gonzalez (tracce 2, 4, 8, 10 e 13).
1. Down by Law – 3:26 (testo: Craig Ripenburg – musica: Craig Rip)
2. Night 2 Day – 2:45
3. Thru My Eyez (featuring Tony Henry & Bun B) – 4:43 (testo: Bernard Freeman – musica: Phillip Blackman, Anthony Mills)
4. Prime Time Lyrics – 2:30
5. The Lord Spits – 3:08 (musica: Anthony Mills, Demolition Men, Touch Tone)
6. Pipers Poetry – 3:02 (musica: Demolition Men, Nick)
7. Orientation – 2:14
8. Still Up In The Game (featuring J-Napp & Poppa Doc) – 3:59 (testo: Jean-Paul Weekes, Leolin Dockis III)
9. They Wanna Know – 2:57 (testo: Terry Allen – musica: DJ Slip)
10. Do It Like You?! (featuring Bobbie Fine) – 4:14 (testo: Robert Humbert)
11. Keys To Ur City (featuring Medusa) – 4:10 (testo: Monet Smith)
12. Wiz Degrees – 2:52 (testo: Emmanuel Contreras – musica: Apokalips)
13. Armageddon DNA (featuring Phoenix Orion & Supernatural) – 3:54 (testo: Phoenix Orion, Supernatural)
14. Stop Look Recognize – 3:06 (testo: Terry Allen – musica: DJ Slip)